# بيني غلاسر
بيني غلاسر (بالإنجليزية: Benny Glaser)‏ هو لاعب بوكر بريطاني، ولد في 1988 في ساوثهامبتون في المملكة المتحدة.